# D-tecno Life
D-tecno Life è un brano musicale del gruppo giapponese Uverworld, pubblicato come loro singolo di debutto il 6 luglio 2005, ed estratto dall'album Timeless. Il brano è stato utilizzato come seconda sigla dell'anime Bleach, dal ventiseiesimo al cinquantunesimo episodio. Il singolo è arrivato alla quinta posizione della classifica Oricon dei singoli più venduti in Giappone ed è rimasto in classifica per trentuno settimane, vendendo 108 579 copie e diventando il novantanovesimo singolo più venduto del 2005.

## Tracce
CD Singolo SRCL-5922
1. D-tecnoLife
2. MIXED UP
3. AI TA Kokoro (AI TA心?)
4. D-tecnoLife (TV Size)

## Classifiche
| Classifica (2005) | Posizione più alta |
| ----------------- | ------------------ |
| Giappone (Oricon) | 5                  |